# 哈科特角
54°29′S 35°58′W / 54.483°S 35.967°W
哈科特角是南極洲的海岬，位於南喬治亞島北岸，處於哈科特島東端，是皇家灣入口處的北面，該海岬的名稱可追溯至1920年或以前。